# كلايد تي. إليس
كلايد تي. إليس هو محامي وضابط وسياسي أمريكي، ولد في 21 ديسمبر 1908 في غارفيلد في الولايات المتحدة، وتوفي في 9 فبراير 1980 في واشنطن العاصمة في الولايات المتحدة بسبب سكتة دماغية. نشط حزبياً في الحزب الديمقراطي. وقد انتخب عضو مجلس النواب الأمريكي ‏.